# GMC Acadia
GMC Acadia — полноразмерный кроссовер (среднеразмерный с 2016 года), выпускающийся «внедорожным» подразделением General Motors — GMC — с декабря 2006 года (в Канаде — с 2007 года). В модельном ряду заменил среднеразмерный внедорожник Envoy и сейчас находится между среднеразмерным кроссовером Terrain и полноразмерным внедорожником Yukon. В ценовой категории автомобилей General Motors находится между Chevrolet Traverse и Buick Enclave. Цены в США по состоянию на февраль 2013 года начинаются с отметки 34 050 $.

Среди моделей GMC Acadia является первой, доступной с передним приводом (не считая дома на колёсах GMC Motorhome 70-х годов), и первой, имеющей несущий кузов. По оценкам организации Consumer Reports автомобиль является средним по надёжности.

## Первое поколение
Построено на платформе GM Lambda, славящейся своей устойчивостью в движении и низким центром тяжести, и, как и его соплатформенники Buick Enclave, Chevrolet Traverse и Saturn Outlook, выпускалось в ассамблее Лансинг Дельта Тауншип, расположенной в штате Мичиган (кроме последнего, в связи с прекращением его выпуска).
- GMC Acadia Denali

В 2012 году автомобиль, как и Enclave с Traverse, был подвергнут рестайлингу. Обновлённая модель была представлена на автосалоне в Чикаго.

### Характеристики
Acadia оборудуется 3,6-литровым бензиновым двигателем мощностью 275 (от Cadillac CTS) или 288 л. с. Коробка передач только одна — 6-ступенчатый «автомат», предрасположенный для езды в городе.
- Размерность колёс — P255/65 R18, P255/60 R19
- Передняя подвеска — независимая, типа MacPherson, алюминиевые рычаги и стабилизатор поперечной устойчивости
- Задняя подвеска — независимая, многорычажная «H»-образная и стабилизатор поперечной устойчивости
- Диаметр разворота — 6,2
- Передние тормоза — дисковые, вентилируемые
- Задние тормоза — дисковые, вентилируемые с ABS.

### Оснащение
Автомобиль имеет 4 комплектации: SLE-1, SLE-2, SLT-1 и SLT-2. В базовом оснащении автомобиль оборудуется аудиосистемами OnStar или Sirius XM, системой бесключевого доступа, люком на крыше, кондиционером, круиз-контролем, кожаным салоном, камерой заднего вида и т. д. В богатых комплектациях имеется 19-дюймовые колёса, запоминание настроек зеркал и сидений, аудиосистема Bose, климат-контроль и доступны вентиляция сидений, сенсорные дисплеи навигации и аудиосистемы и пр. Из систем безопасности имеются 6 или 7 подушек безопасности, электронный контроль устойчивости StabiliTrak, ABS, системы EBA и EBD, а также расположенную между передними сиденьями центральную подушку безопасности.

### Acadia Denali
Продажи богатой модели Denali начались в США в 3 четверти 2010 года. Модель имеет 20-дюймовые диски, изменённые решётку радиатора и передний бампер, хромовую отделку снаружи и специальную кожаную внутри. В 2013 году цены на модель начинаются с отметки 45 945 $.

## Второе поколение
Второе поколение GMC Acadia было представлено в Детройте в 2016 году. Выпускается на заводе в штате Теннесси с 2016 года и продаётся только на американском рынке.
По сравнению с предыдущим поколением масса автомобиля снизилась на 317 кг. Также уменьшились габаритные размеры, из-за чего автомобиль не будет предлагаться в 8-ми местным салоном. Автомобиль комплектуется четырёхцилиндровым атмосферным двигателем 2,5 л (197 л. с.) и атмосферным двигателем  3,6 л V6 (310 л. с.). Коробка передач 6-ступенчатый автомат. Доступен как передний, так и полный привод. Также предлагается версия All Terrain с самоблокирующимся задним дифференциалом.
Продажи модернизированного GMC Acadia 2020 модельного года стартуют в Америке осенью 2019 года.

## Третье поколение
Acadia 2024 года была представлена на Североамериканском международном автосалоне 2023 года . Acadia была увеличена до полноразмерной, чтобы иметь возможность лучше конкурировать в сегменте кроссоверов с тремя рядами сидений.  С возможностью размещения до 8 человек она делит колесную базу с более крупным Yukon. 
Acadia третьего поколения будет оснащаться исключительно 2,5-литровым рядным четырехцилиндровым бензиновым двигателем с турбонаддувом мощностью 328 л. с. (245 кВт) и крутящим моментом 326 фунт-фут (442 Н·м) (на 18 лошадиных сил больше, чем у атмосферного 3,6-литрового двигателя V6 предыдущего поколения Acadia). Стандартом для всех комплектаций будет пятнадцатидюймовая информационно- развлекательная система в виде планшета и одиннадцатидюймовый реконфигурируемый дисплей приборной панели. Acadia вмещает семь пассажиров с двойными капитанскими креслами второго ряда или восемь пассажиров с раздельно складывающимся диваном второго ряда. Acadia 2024 года, которая поступит в продажу в начале 2024 года, будет доступна в четырех моделях: базовая Elevation (заменит предыдущую отделку SLE), средняя Elevation Premium (заменит предыдущую отделку SLT), ориентированная на бездорожье AT4 и премиальная Denali. Впервые на большинстве моделей будет доступна полуавтономная система вождения «Super Cruise» от General Motors.
Для модели третьего поколения сборка Acadia 2024 года будет перенесена обратно на сборочный завод Lansing Delta Township в Мичигане с бывшего завода Saturn Corporation Spring Hill Manufacturing Plant в Теннесси, присоединившись к совершенно новому Chevrolet Traverse 2024 года и будущему Buick Enclave.

## Награды
Ещё перед стартом продаж автомобиль был номинирован на звание «Автомобиль года» в США среди внедорожников/пикапов. В следующем году он был назван лучшим автомобилем для всей семьи по мнению журнала Forbes и самым желанным автомобилем по мнению американского портала Edmunds.com (а также самым желанным внедорожником стоимостью до 35000 $). В 2012 году модель 2013 модельного года была выбрана одной из лучших и самых выгодных среднеразмерных внедорожников по исследованию издания Consumers Digest.

## Продажи вСеверной Америке
| Календарный год | продажи |
| --------------- | ------- |
| 2006            | 480     |
| 2007            | 72,765  |
| 2008            | 66,440  |
| 2009            | 53,820  |
| 2010            | 68,295  |
| 2011            | 79,288  |
| 2012            | 79,756  |
| 2013            | 89,793  |
| 2014            | 83,972  |
| 2015            | 96,393  |